# Artes marciales mixtas
Las artes marciales mixtas (AMM o MMA por sus siglas en inglés) consisten en la combinación de técnicas que provienen de una variedad de artes marciales y deportes de combate. Si bien su uso principal es en la competición dentro del deporte de combate, estas técnicas también pueden ser aplicadas para la defensa personal.
El deporte de combate actual que permite el uso de artes marciales mixtas es el de mayor contacto que existe, ya que permite tanto el uso de técnicas para pelear de pie o golpes (striking): puñetazos, patadas, rodillazos, codazos, etc. como técnicas para pelear en el suelo o agarres (grappling): derribes, lanzamientos, llaves articulares, estrangulaciones, etc. y la combinación de ambas: agarres con golpes (ground and pound) que provienen de una gran variedad de artes marciales y deportes de combate como el kárate, kickboxing, boxeo, savate, muay thai, taekwondo, judo, hapkido, lucha libre, lucha grecorromana, jiu jitsu brasileño, wushu, San Da, sambo, entre otras. Es el deporte de combate de más rápido crecimiento en la última década.
Las raíces atribuidas a las artes marciales mixtas modernas llegan hasta los antiguos Juegos Olímpicos griegos, donde existían sistemas de combate más antiguos y documentados como el pancracio u otras artes marciales con origen asiático como el Lei Tai. El origen actual de las artes marciales mixtas es difuso, partiendo de varias competiciones llevadas a cabo en Europa, Brasil, Japón y Estados Unidos a inicios del siglo XX. El concepto de las artes marciales mixtas suele considerarse erróneamente como sinónimo de campeonatos de vale tudo originados en Brasil, así como de deportes de combate como el full contact y el kickboxing; o prácticas derivadas de las artes marciales orientales y de los deportes de contacto occidentales que demostraron su efectividad en torneos deportivos. Los deportes de contacto y las disciplinas marciales asociadas a los mismos, aunque regidas por diferentes normas, contribuyeron a formar la imagen moderna de las técnicas más usadas en los campeonatos actuales de artes marciales mixtas; sin embargo, existe libertad para aplicar tácticas y técnicas de cualquier sistema de combate o arte marcial en dichos torneos siempre que no se violen las reglas como las divisiones por peso, varios golpes a mano abierta y el golpeo a zonas prohibidas.
El precursor del reglamento actual de las MMA puede hallarse en sus primeros eventos, donde originalmente se promovían luchas con normas mínimas, con la intención de encontrar la disciplina marcial más efectiva para el combate cuerpo a cuerpo. Más tarde, los luchadores comenzaron a adoptar técnicas de múltiples artes marciales en su estilo, lo que conllevó a la adopción de reglas adicionales destinadas a aumentar la seguridad de los competidores y promover su aceptación como deporte. Desde entonces, este deporte ha aumentado su popularidad, rivalizando otras disciplinas como el boxeo y la lucha libre profesional.
En la actualidad, las artes marciales mixtas son un deporte a la vez que un negocio, que ha sido llevado por compañías como Ultimate Fighting Championship, ONE Championship y en su momento, la extinta PRIDE Fighting Championships, así como por otras empresas. Se considera a Shooto la primera compañía organizada de MMA todavía en activo, aunque en sus inicios contó con un reglamento ligeramente diferente.

## Origen del nombre
El primer uso documentado del término «artes marciales mixtas» fue en una revisión de UFC 1 (evento inaugural de Ultimate Fighting Championship) por el crítico de televisión Howard Rosenberg en 1993. El término ganó popularidad cuando newfullcontact.com, entonces uno de los sitios web más grandes que cubren este deporte, lo utilizó y publicó en un artículo. La cuestión de quién realmente acuñó el término está sujeta a debate igualmente su significado, ya que habitualmente se usa para referirse tanto a la combinación de técnicas de combate como al deporte de combate.
El término Mixed Martial Arts fue acuñado por Rick Blume, presidente de Battlecade, en 1995. Hasta entonces se habían usado términos como vale tudo, el cual en realidad designa un sistema de reglas diferente, y No Holds Barred, modismo proveniente del catch wrestling que designaba a las luchas sin técnicas prohibidas. En los Estados Unidos se han utilizado los términos Ultimate Fighting o Cage Fighting, popularizadas por el nombre y el uso de jaulas de UFC, mientras que en Japón aún hoy se prefiere el término sōgō kakutōgi (総合格闘技 sōgō kakutōgi?, artes marciales mixtas amm - mixed martial arts - cage figthing), que se cree que fue acuñado por Akira Maeda. Así mismo, en algunos países de Europa solía usarse el anglicismo Free Fighting, sobre todo en los Países Bajos.

## Historia

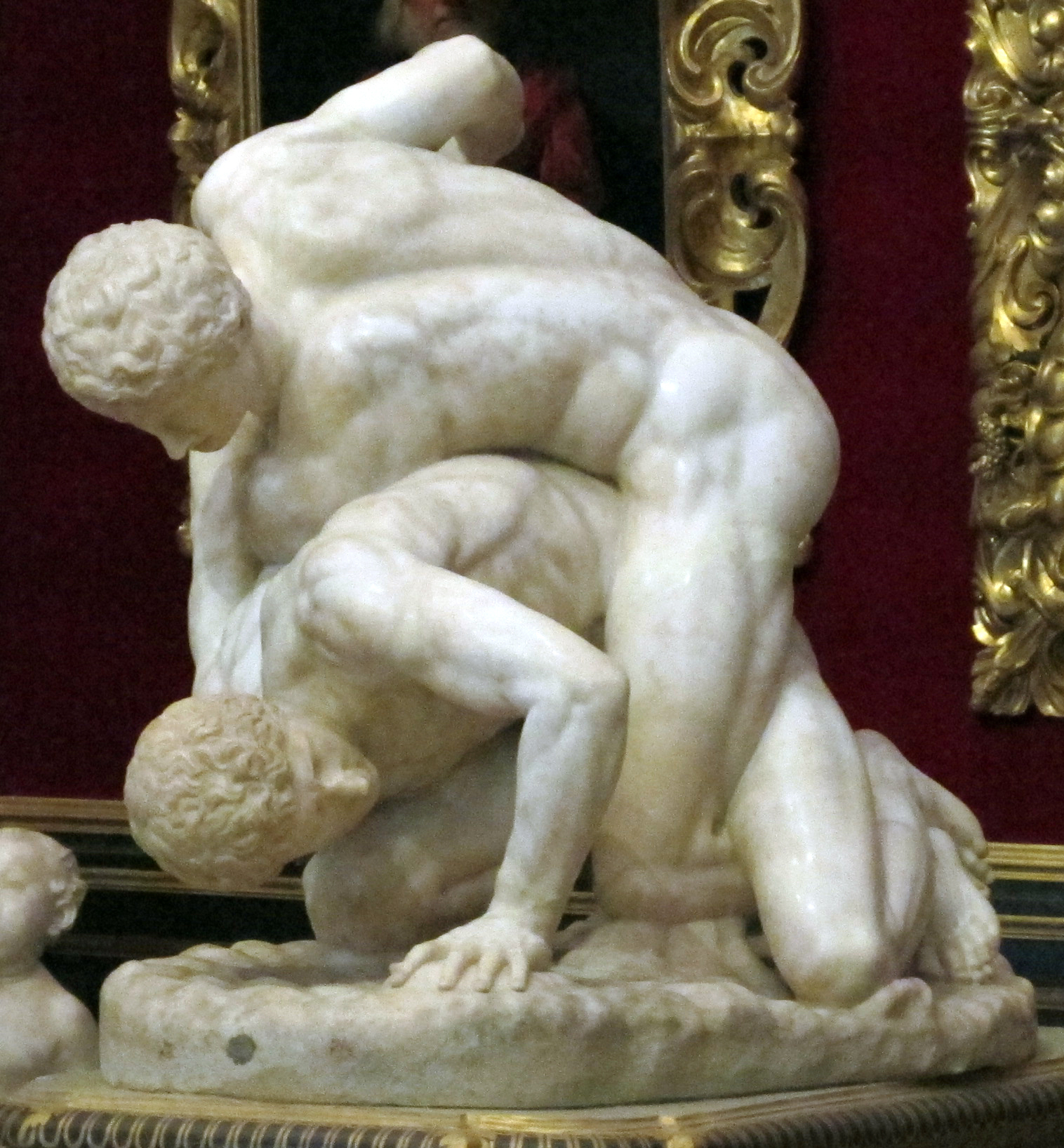
El pancracio fue un antiguo estilo griego de combate cuerpo a cuerpo.

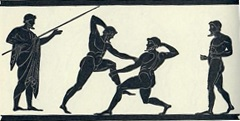
Una escena de lucha de los pankratiastas de la antigua Grecia. Encontrado originalmente en un ánfora Panatenaica, Colección Lamberg.

### Antigüedad
La lucha libre y el golpeo donde intervienen diferentes extremidades del cuerpo como patadas y puñetazos, como acto de agresión humana, probablemente ha existido en todo el mundo a lo largo de la historia de la humanidad en combate cuerpo a cuerpo, siendo la forma de agresión más natural una combinación de estas como se puede observar de una manera más básica en los ataques de mamíferos más cercanos al hombre como el chimpancé o el gorila. A nivel de competencia, diferentes tipos de boxeo y lucha libre han existido en toda la humanidad, combinándose en competiciones en numerosos casos.
En la antigua China, el deporte de combate apareció en forma de Leitai, un deporte de combate mixto sin restricciones que combinaba artes marciales chinas, boxeo y lucha libre.
Una de las formas más antiguas de combate abierto con apenas reglas fue el pancracio griego, que se introdujo en los Juegos Olímpicos Antiguos en el 708 a. C. Las técnicas que se utilizaban no difieren de las artes marciales actuales, siendo el combate de pie un estilo de kickboxing, y lucha tanto de pie como en el suelo. Solo estaba prohibido morder, y atacar a los ojos, aunque en Esparta y otros lugares se competía sin regla alguna. El combate solo terminaba cuando uno de los dos oponentes se rendía, quedaba inconsciente, o fallecía, dando por vencedor al contrario.

### Era contemporánea
En la era contemporánea, algunos espectáculos de combates con pocas reglas, aunque más regulado que en el pancracio, se realizaron a finales del siglo XIX, representando un amplio abanico de estilos de combate, incluyendo boxeo, savate, Jujutsu, lucha libre, lucha grecorromana y otros en torneos y desafíos a lo largo de toda Europa. El ímpetu de la lucha libre profesional se apagó después de la Primera Guerra Mundial (1914-1918), para renacer posteriormente en dos corrientes principales: la competición real y la que comenzó a depender más de la coreografía y el espectáculo, que desembocó en la lucha libre profesional. 
En el desarrollo de las artes marciales mixtas influyeron los eventos en la modalidad del vale tudo en Brasil y el shoot wrestling japonés. El Vale tudo comenzó en la década de 1920 con el Desafío Gracie, lanzado por Carlos Gracie y Hélio Gracie y los hijos de ambos. En Japón, en la década de año 1970, una serie de combates de artes marciales mixtas fueron organizadas por Antonio Inoki, inspirando el shoot wrestling, que posteriormente propició la formación de las primeras organizaciones de artes marciales mixtas, como Shooto y Pancrase.
Como tales, las artes marciales mixtas conseguirían gran popularidad en los EE. UU. en 1993, cuando Rorion Gracie exportó el Desafío Gracie y creó el primer torneo de UFC. En 1997 el interés por este deporte en Japón resultó en la creación del PRIDE Fighting Championships (Pride FC), calificada como la organización de MMA más grande de la historia e hizo del país nipón una de las grandes potencias.
Es de destacar que si bien la familia Gracie fue promotora de organizaciones como Ultimate Fighting Championship, el cual (en sus primeras ediciones) terminó por ser el torneo de vale todo más famoso, las prácticas del jiu-jitsu brasileño no involucran normalmente el uso de golpes. La familia Gracie tuvo indudablemente un papel estelar en la creación de torneos abiertos de vale todo y en su popularización a través de la televisión. Sin embargo, antes de que se creasen torneos abiertos de vale todo donde pueden combatir representantes de cualquier método, ya existían artes marciales híbridas no deportivas, enfocadas principalmente a la defensa personal civil, tales como el jeet kune do, el kajukenbo, el hapkido, y el kudo.
En Europa, también a finales de 1990 e inicios de los 2000, el deporte tuvo un alcance creándose empresas emergentes como M-1 Global (1997), Cage Warriors (2001) y KSW (2004). Rusia se posicionó como el país dominante en las AMM en gran parte por el sambo y la lucha libre, disciplinas más preferibles por los peleadores.
En febrero de 2009, se celebraría en México el primer evento de la empresa Ultimate Warrior Challenge México, tres meses después de su fundación. Pero no sería hasta la década de 2010 cuando las artes marciales mixtas alcanzaron una vasta popularidad en el país azteca, pues ya venía destacando como potencia en otras disciplinas como el boxeo y el taekwondo, y antiguamente la lucha tarahumara y el chupa porrazo. En el año 2016 nacería LUX Fight League, hoy considerada como la promoción más importante de México, que comenzó a albergar eventos desde 2017 y cuyo objetivo es buscar fomentar la popularidad del deporte en los países hispanoamericanos.
Tras la desaparición de PRIDE, las artes marciales mixtas sufrieron una decaída de audiencias televisivas no solo en Japón sino en que gran parte del continente asiático. En 2011, se fundó ONE Championship, una promoción multinacional con sede en Singapur que celebra eventos de MMA y otros deportes de combate; desde entonces, ONE se ha emergido como la segunda empresa más grande del mundo por debajo de UFC y una atracción para los fanes. No obstante, entre 2015 y 2016 se vieron el surgimiento de Rizin Fighting Federation, la promoción japonesa más importante desde PRIDE que ha tenido un crecimiento drástico, y Brave Combat Federation, promoción con sede en Baréin que ha organizado eventos en más de 30 países en poco tiempo de existencia.

## Evolución

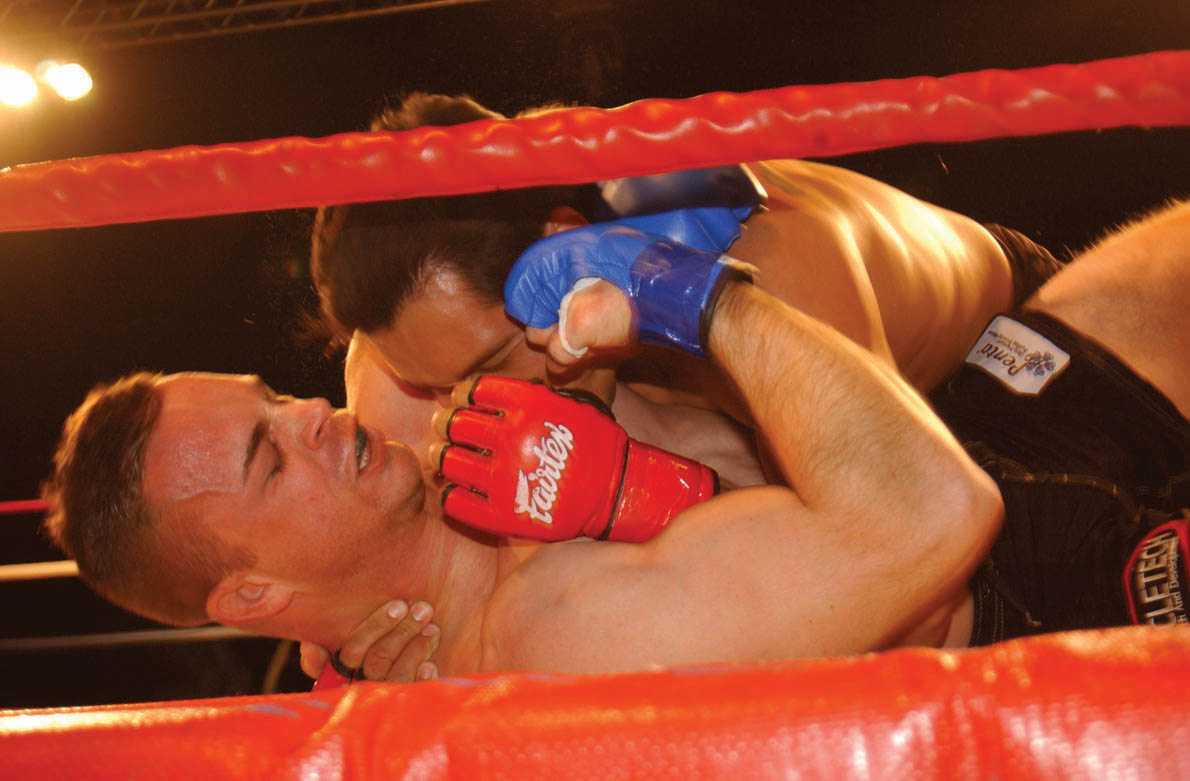
Lucha en el suelo, parte vital de las MMA.

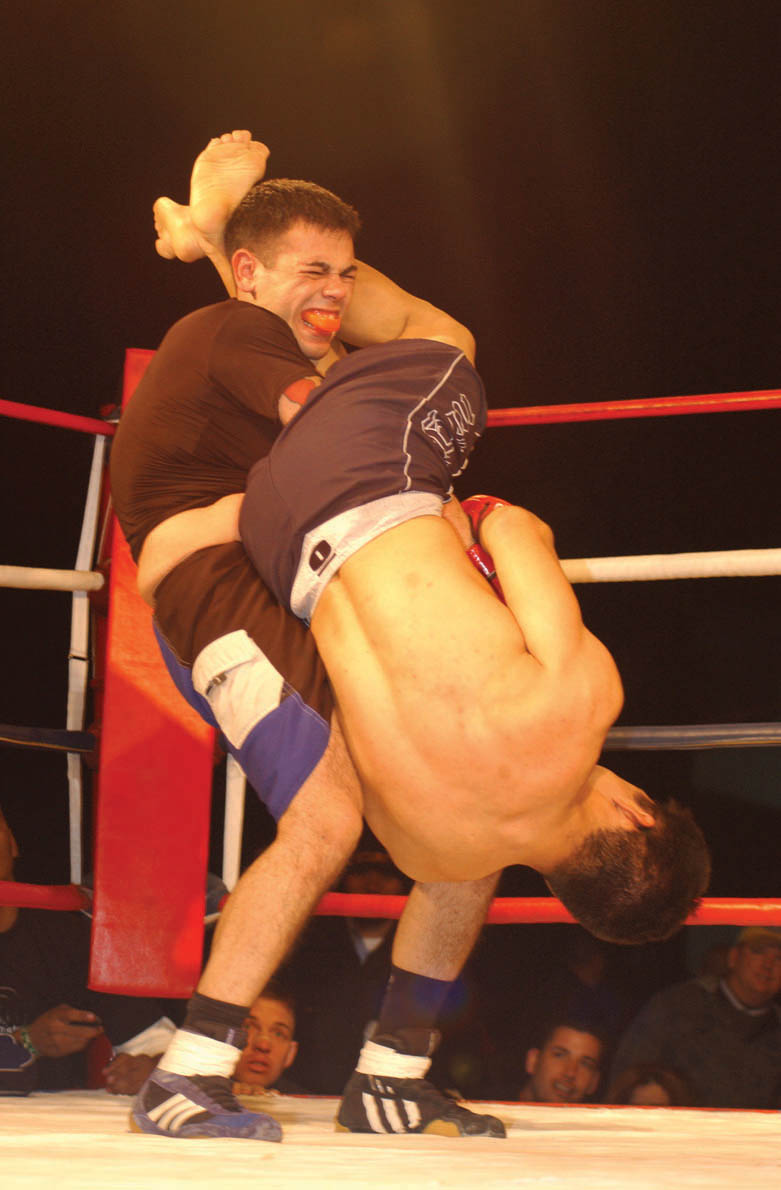
Técnica de armbar/llave de brazo en un combate de artes marciales mixtas.

A principios de los años 1990, tres estilos destacaron por su efectividad en las competiciones de artes marciales mixtas: lucha libre, jiu-jitsu brasileño y shootfighting/shootwrestling. Esto puede ser debido al énfasis de estas disciplinas por el combate de agarres, probablemente debido a la escasez de competiciones de artes marciales mixtas antes de la década de 1990, ya que habían sido descuidadas por la mayoría de los practicantes de las artes marciales basadas en golpes.
Incluso con los combatientes de lucha libre y los pegadores dominando la lucha de pie en MMA, quienes practicaban jiu-jitsu brasileño tuvieron una distintiva ventaja en el suelo. Aquellos no familiarizados con el jiu-jitsu brasileño demostraron no estar preparados para defenderse de las técnicas de agarre y presas. Los luchadores de Shoot Wrestling poseían una base equilibrada de agarre y combate de pie, lo que les permitía tener un buen conjunto de habilidades.
A medida que las competiciones de MMA se hacían más comunes, aquellos luchadores con una base de disciplinas de golpe se hicieron más competitivos cuanto más se conocían los agarres, presas y combate en el suelo, dando lugar a notables sorpresas contra los, por entonces, luchadores de agarre dominantes. Consecuentemente, los luchadores de agarre aprendieron de los puntos fuertes de sus rivales y comenzaron a incrementar su entrenamiento en los golpes. Este aumento general del entrenamiento cruzado resultó en luchadores de artes marciales mixtas mucho más polifacéticos.
Gracias a la difusión y popularización del deporte por el mundo están en constante evolución; a medida que se aceptan en varios países aumenta su repertorio debido a las diferentes artes marciales que son autóctonas de tales territorios. Después de su aceptación como deporte en India, se empezaron a ver técnicas en las competiciones AMM del kalaripayatu, un arte marcial autóctono, en Filipinas con la eskrima, en Indonesia con el silat, en Francia con el savate, etc.[cita requerida]

## Disciplinas más populares entre los artistas marciales mixtos
- Kick boxing: Deporte de combate creado por el maestro japonés de kárate Kyokushinkai Osamu Noguchi, el kick boxing es un deporte de combate en el cual se utilizan los puños y los pies. Es una mezcla de técnicas del boxeo y el kárate, incluyendo las patadas bajas a los muslos del muay thai. Se diferencia de este último en que no permite golpear con los codos, conserva algunos golpes con las rodillas, no contiene segados y barridos a los pies y varía las posiciones de guardia.

- Jiu-jitsu brasileño: Es una variante del newaza o lucha en el suelo del judo Japonés, adaptado por la familia Gracie en Brasil. Se caracteriza mayormente por sus técnicas de llaves a las articulaciones. Entre su arsenal se encuentran técnicas de rendición, luxación, estrangulaciones, además de inmovilizaciones. La mayoría de los competidores profesionales de MMA tienen algún conocimiento de jiu-jitsu brasileño, debido a que es considerado el arte marcial más efectivo en el suelo.

- Muay thai: Es practicado por artistas marciales mixtos por ser ideal para el trabajo de golpeo y pateo, ya que se especializa en el ataque mediante golpes con los codos, rodillas y pies; al tronco, cabeza y muslos del oponente. Su sistema de pateo se prefiere al de otras artes marciales, puesto que está basado en el contacto completo y su técnica contempla «atravesar» al oponente con la pierna, descargando todo el peso del cuerpo en ella, en oposición a la técnica de otros deportes de combate de contacto ligero donde la pierna percute; es decir, que la extremidad atacante (el pie) debe regresar al punto de partida tras golpear.

- Lucha libre o lucha grecorromana: para el trabajo de pelea cuerpo a cuerpo, contempla numerosos derribos y lanzamientos. Deporte en el que dos contrincantes, siguiendo ciertas normas, pelean cuerpo a cuerpo con el objetivo de derribar e inmovilizar al adversario de manera que toque con la espalda en el suelo durante unos segundos. La victoria también se puede lograr por abandono del contrario o por decisión de los jueces. Los combates se disputan en un tapiz de 6×6 m (de 8×8 m en las olimpiadas y mundiales) y duran 10, 12 o 20 minutos, divididos en dos partes iguales. La lucha es uno de los deportes olímpicos más antiguos.

- San Da: Es un estilo basado en las técnicas más efectivas del arte marcial tradicional del kung fu o del wushu. Fue desarrollado en China por oficiales militares y este sistema de combate o defensa personal se concentra en una habilidad de pelea realista. Usa las proyecciones de la lucha chino-mongola o shuai jiao, las patadas del boxeo chino del norte o changquan, los golpes de mano del boxeo chino del sur o nanquan y las luxaciones del chin na presente en varios estilos clásicos, retomando así lo mejor de los estilos de kung fu o wushu tradicionales, para crear una disciplina de combate moderna sumamente efectiva. Algunos practicantes reconocidos son Cung Le (campeón de la organización de MMA Strikeforce) y Liu Hailong, quien consiguió el título de "Rey de la Sanda" y "conquistador del muay thai".

- Jujutsu tradicional: Sistema de lucha cuerpo a cuerpo de los guerreros feudales japoneses o samurái, dividido en estilos o "Ryu". Es padre del judo y del arte marcial del aikido. Se trabaja tanto en la lucha en pie como en el suelo y destaca por la gran variedad en las luxaciones articulares, lanzamientos, estrangulaciones y sumisiones, así como por el manejo de algunas armas tradicionales.

- Judo: Deporte olímpico creado a partir del jujutsu tradicional Japonés. Es un sistema basado fundamentalmente en derribos, lanzamientos, estrangulaciones, luxaciones (especialmente al codo por normativa deportiva) e inmovilizaciones; dando como resultado un sistema altamente útil y bien balanceado entre la lucha en pie y en el suelo. Es considerado uno de los sistemas de combate más efectivos.

- Boxeo: El boxeo occidental es practicado por artistas marciales mixtos por ser ideal para el trabajo de puños y el manejo de la media distancia, considerándose el mejor en este sentido. Aunque el boxeo en sí es bastante vulnerable por sí solo; al ser combinado con otros deportes de combate o artes marciales luxatorias como el judo, jiu-jitsu brasileño o la lucha olímpica resulta en una combinación de altísima eficacia.

- Kárate: Arte marcial de origen okinawense y desarrollo japonés. Sus técnicas de combinación de golpes y patadas tienen una gran efectividad en el combate de pie. El kárate está dividido en los estilos clásicos de Okinawa y los estilos tradicionales desarrollados en el Japón. En el mundo de las MMA se ha utilizado en mayor grado el estilo kyokushinkai (o kárate kyokushin) aunque otros estilos han sido practicados por otros luchadores como Chuck Lidell y Georges St. Pierre. El éxito de Lyoto Machida quien había aprendido kárate tradicional estilo shotokan, le ha dado promoción para establecer su propia escuela bajo el nombre "Machida Karate".[14]

- Sambo: Sistema de combate desarrollado en Rusia fundamentado en varios estilos de lucha cuerpo a cuerpo como el judo, la lucha greco-romana y olímpica; así como los distintos tipos de lucha autóctonas de las naciones que conformaban la antigua Unión Soviética, complementado en la actualidad con el kickboxing; y practicado por quien es considerado por algunos como uno de los mejores peleadores de MMA de la historia, Khabib Nurmagomedov.

- Daido-Juku Kudo: O la "Escuela del gran camino". Es un arte marcial híbrido y deporte de combate de origen japonés; que combina las técnicas del Karate Kyokushin, el judo, el boxeo, el muay thai, el jiu jitsu y la lucha en un solo formato donde se lucha con protecciones: casco y guantes especificos de MMA. Fue fundado en 1981 por Takashi Azuma, quien fue campeón de kárate kyokushin y obtuvo un cinturon negro en judo. Hay varios de sus practicantes que participan tanto en competiciones de kudo, como de MMA.

- Taekwondo: Es un arte marcial y deporte olímpico de combate de origen coreano, en el año 1988 fue introducido como deporte de exhibición en los Juegos Olímpicos realizados en la ciudad de Seúl, Corea del Sur y en los de Barcelona, España de 1992, pasando a ser deporte olímpico oficial en los Juegos Olímpicos de Sídney en el año 2000. El taekwondo se destaca por la variedad y espectacularidad de sus técnicas de patadas y, actualmente, es uno de los deportes de combate más conocidos y el arte marcial más popular del planeta. El taekwondo se basa fundamentalmente en artes marciales mucho más antiguas como el taekkyon coreano en la forma y realización de los golpes con el pie, así como en el trabajo de pasos. Y en el karate-do japonés (estilos shūdōkan y shotokan), de donde obtiene los golpes con el puño, varios de los golpes a mano abierta, la planimetría (o división por zonas del cuerpo humano por zonas: alta-media-baja), los bloqueos, las posiciones, el sistema de grados por cinturones, su primer uniforme, y sus formas iniciales o palgwe (en taekwondo WT) y tul (en el taekwon-Do ITF) las cuales fueron renovadas, con el fin de afianzar aún más su propia identidad, frente a otras artes marciales ya establecidas. El taekwondo fue registrado en Corea en 1955 por el general Choi.

- Hapkido: El hapkido (hangul: 합기도; hanja: 合氣道; McCune-Reischauer: hapkido; romanización revisada: hapkido) es un arte marcial coreano enfocado hacia la defensa personal militar y civil. El término se puede interpretar como «el camino de la unión con la energía universal». Esta disciplina se puede describir como un arte híbrido (al estar basado en varias artes como el Daito Ryu aikijujutsu, el judo, el taekkyon y el tangsudo), físico y energético, donde la fuerza física, por sí misma no es un requisito primordial, y donde mayor importancia tiene el movimiento del propio cuerpo (cadenas cinéticas), la respiración, la flexibilidad, la sensibilidad, y la velocidad de acción al efectuar las diferentes técnicas, aunque su entrenamiento es muy vigoroso y exigente. Con el hapkido se busca la formación del individuo como persona dispuesta a la defensa de sí mismo, de su familia y de su país. Cuando se habla del hapkido normalmente se suele hablar de dos tendencias: una dura y lineal, y otra más circular y fluida. Su fundador, el Gran Maestro Choi Young Sool, nació en 1904 y falleció en 1986. A pesar de que el Gran Maestro Choi fue una de las personas que más influyeron en la recopilación y estructuración, bajo un solo formato, de las artes tradicionales chinas, coreanas y japonesas, poca fue la gente que le reconoció su trabajo en vida, inclusive entre sus propios alumnos y en la misma Corea. Esto se debió, sobre todo, a las disputas entre varios de sus discípulos directos.

- Capoeira: La capoeira es un arte marcial afrobrasileño que combina facetas de danza, música y acrobacias, así como expresión corporal. Fue desarrollado en Brasil por descendientes africanos con influencias indígenas probablemente a principios del siglo XVI. Es conocido por sus rápidos y complejos movimientos, que utilizan los brazos y las piernas para ejecutar maniobras de gran agilidad en forma de patadas, fintas y derribos, entre otros. La capoeira como estilo de lucha incorpora movimientos bajos y barridos, mientras que en el ámbito deportivo se hace más énfasis en las acrobacias y las demostraciones ritualizadas de habilidad. Se practica con música tradicional de berimbau. La Roda de capoeira (círculo de personas haciendo Capoeira) fue declarada Patrimonio Cultural Inmaterial de la Humanidad por la Unesco el 26 de noviembre de 2014.

## Sistemas híbridos de combate
Los sistemas híbridos fueron desarrollados por luchadores veteranos basados en sus experiencias deportivas, tomando lo mejor de cada estilo y complementando sus carencias técnico-tácticas con aportes de otros estilos diferentes, resultando en sistemas Híbridos de mayor efectividad. De estos, los más practicados en MMA son:
- Miletich Fighting Systems: Desarrollado por el croata Pat Miletich, excampeón de UFC.

- Ruas Vale Tudo: Desarrollado por el brasileño Marco Ruas, y cuyo expositor más reciente es su amigo y compañero Pedro Rizzo. Es básicamente una mezcla de muay thai y luta livre.

- Pitfighting: Modalidad de pelea semejante a la lucha callejera, ya que posee poca técnica y se basa más en la fuerza y simplicidad de sus movimientos.[cita requerida]

- Jeet Kune Do: Arte marcial creado por el famoso Bruce Lee, combina técnicas de wing chun, boxeo, muay thai, savate, judo, jiu jitsu, eskrima, etc.
- Kajukenbo: Combina kárate coreano o tangsudo / Tang Soo Do, judo, jujutsu y kung-fu. Fue creado en 1947 en Oahu (Hawái), tanto para combatir la delincuencia local como para ayudar a los nativos a defenderse de los abusos provenientes de algunos de los soldados de la marina americana, quienes bebían y peleaban con los habitantes de Hawái, a mediados del siglo XX.

- Kenpo 5.0: El kenpo 5.0 es un híbrido de la última versión del kenpo americano enseñada directamente por el Gran Maestro Ed Parker a Jeff Speakman y la lucha en el piso traída a la ecuación por el estudiante más antiguo Speakman, Trever Sherman. Sherman ha traído este tipo de combate de nuevo al kenpo de forma tal que Speakman pueda crear respuestas de kenpo para defenderse contra oponentes con estas habilidades en la calle. Es una modificación del sistema 4.0 mientras se mantiene completo con los modelos de combate y la forma de pensar del kenpo estadounidense para acomodarse a la forma de lucha contemporánea. [cita requerida]

- Krav magá: es el sistema oficial de lucha y defensa personal usado por las Fuerzas de Defensa y Seguridad israelíes, conocido en sus comienzos como krav. Esta forma de combate cuerpo a cuerpo incluye métodos de defensa contra uno o varios atacantes, en respuesta a una amplia y variada gama de agresiones. Abarca tanto agresiones sin armas (golpes, patadas, agarre y estrangulamiento) como con armas blancas (cuchillos, navajas, machetes, hachas) y contundentes (porras, bastones policiales, palos, bates de béisbol, botellas, piedras). También comprende técnicas de desarme y defensa contra portadores de armas de fuego de diversos tipos (cortas, largas, militares y civiles).

- Shoot wrestling: Deporte de contacto híbrido desarrollado en Japón con elementos del catch wrestling, kick boxing, boxeo, judo, jiu-jitsu, sambo y otros deportes. Tiene sus inicios en la lucha libre profesional nipona, de la que pasó a las MMA cuando se popularizó en este país. Aunque su enseñanza está muy poco extendida a nivel mundial, el shoot wrestling es el principal componente autóctono de MMA en Japón.

- Chun Kuk Do: arte marcial creado por Chuck Norris, está basado principalmente en Tang Soo Do e incluye elementos de todas las artes marciales que Chuck Norris conoce.[cita requerida]

- Pancracio: El pancracio (del griego antiguo πανκράτιον/pankrátion, todos poderes o todas habilidades) era una competición deportiva de los Juegos Olímpicos Antiguos, una combinación de boxeo griego antiguo, lucha y sumisiones, un antecesor de las artes marciales mixtas modernas. El término pancracio se utiliza hoy en día como sinónimo de lucha libre profesional.

## Arenas de combate

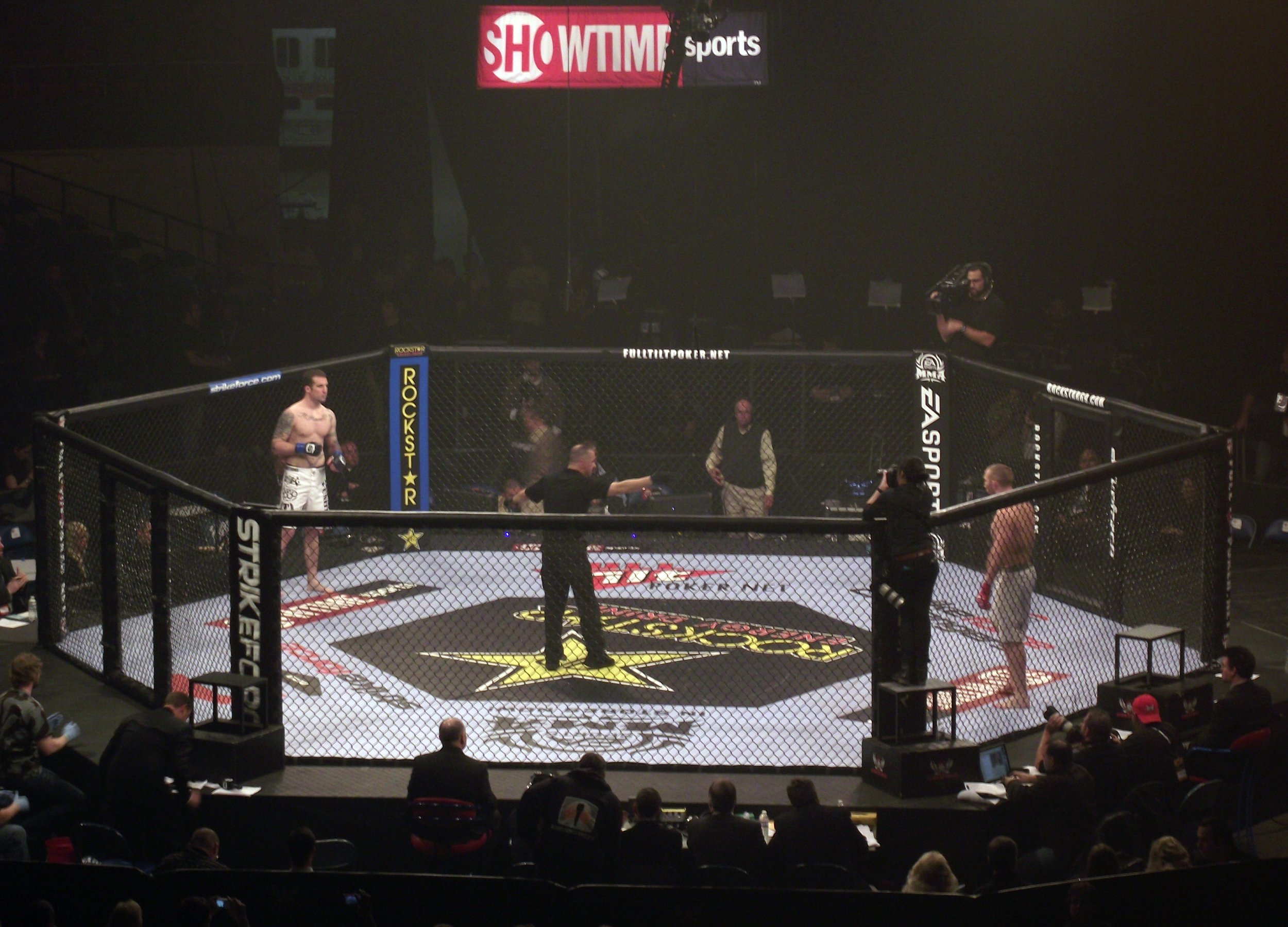
Una jaula en forma de octágono, que se ha convertido en uno de los símbolos del deporte.

Las plataformas en las que se realizaban las competencias de AMM eran bastante variadas, en los que se podían encontrar simples colchonetas, tatamis de artes marciales, lonas de boxeo (de 4 o 5 cuerdas) o de lucha libre (de 3 cuerdas), o bien recintos enrejados en promociones ilegales e incluso en suelo limpio. Las primeras promociones oficiales utilizaban (algunas hasta hoy día) lonas de boxeo o kickboxing.
UFC introdujo el «Octágono», una plataforma elevada como un ring, pero con forma octogonal (a diferencia de rings y tatamis, de cuatro lados), cerrado por un alambrado forrado. Los peleadores ingresan por una puerta ubicada en uno de los dos lados, y otros dos son identificados como las «esquinas» para que descansen en los intervalos entre rounds o asaltos.
John Milius, Rorion Gracie y Art Davie fueron los ideólogos que hicieron real el octágono, inspirados en la premisa del primer evento de UFC: enfrentar a los ocho hombres más peligrosos del mundo en combate. También se inspiraron en la arena de combate de la película The Octagon, de Chuck Norris. Ellos alegaron que las ventajas del octógono frente a los cuadriláteros era la de no permitir escapes ni caídas de los pugilistas, además de eliminar el arrinconamiento y permitir que no haya ventajas entre los diferentes estilos de combate.
El octágono es una estructura con forma parecida a un anillo con una superficie de 69 metros cuadrados (750 pies cuadrados), con 9,7 metros de diámetro (32 pies) y 1,82 metros de altura (6 pies). Sus extremos están construidos en acero con rellenos de protección en cada uno de los rincones y en la parte superior de la reja. Para evitar abrasiones contra la reja, se la recubre con un vinilo de color negro. La superficie del octógono está recubierta con una lona de más de 2,5 cm de espesor que no se reutiliza para otros actos.
Con la popularidad que UFC fue ganando con los años, otras promociones de MMA fueron adoptando al octágono como plataforma de combate, hasta convertirlo en uno de los sellos distintivos de esta disciplina.

## Reglas
Las reglas de la mayoría de las competiciones de artes marciales mixtas han evolucionado desde los primeros días del Vale todo. A medida que el conocimiento avanza las técnicas de lucha se extienden entre espectadores y luchadores se hace claro que los primeros sistemas de reglas minimalistas necesitaban ser enmendados. Alguna de las motivaciones de estos cambios son:
- Protección de la salud de los peleadores. Este cambio se hallaba especialmente motivado para eliminar el estigma de «peleas barbáricas, sin reglas» que las MMA ganaron debido a sus raíces en el vale todo. También ayudó a los contendientes a evitar lesiones que de otro modo hubiesen alterado el ritmo de entrenamiento que mejoraba la calidad de los contendientes, y, consecuentemente, la calidad de las luchas.
- Proveer espectáculo para los espectadores: Las reglas consiguieron que los buenos luchadores se exhiban mejor, no permaneciendo mucho en el suelo.

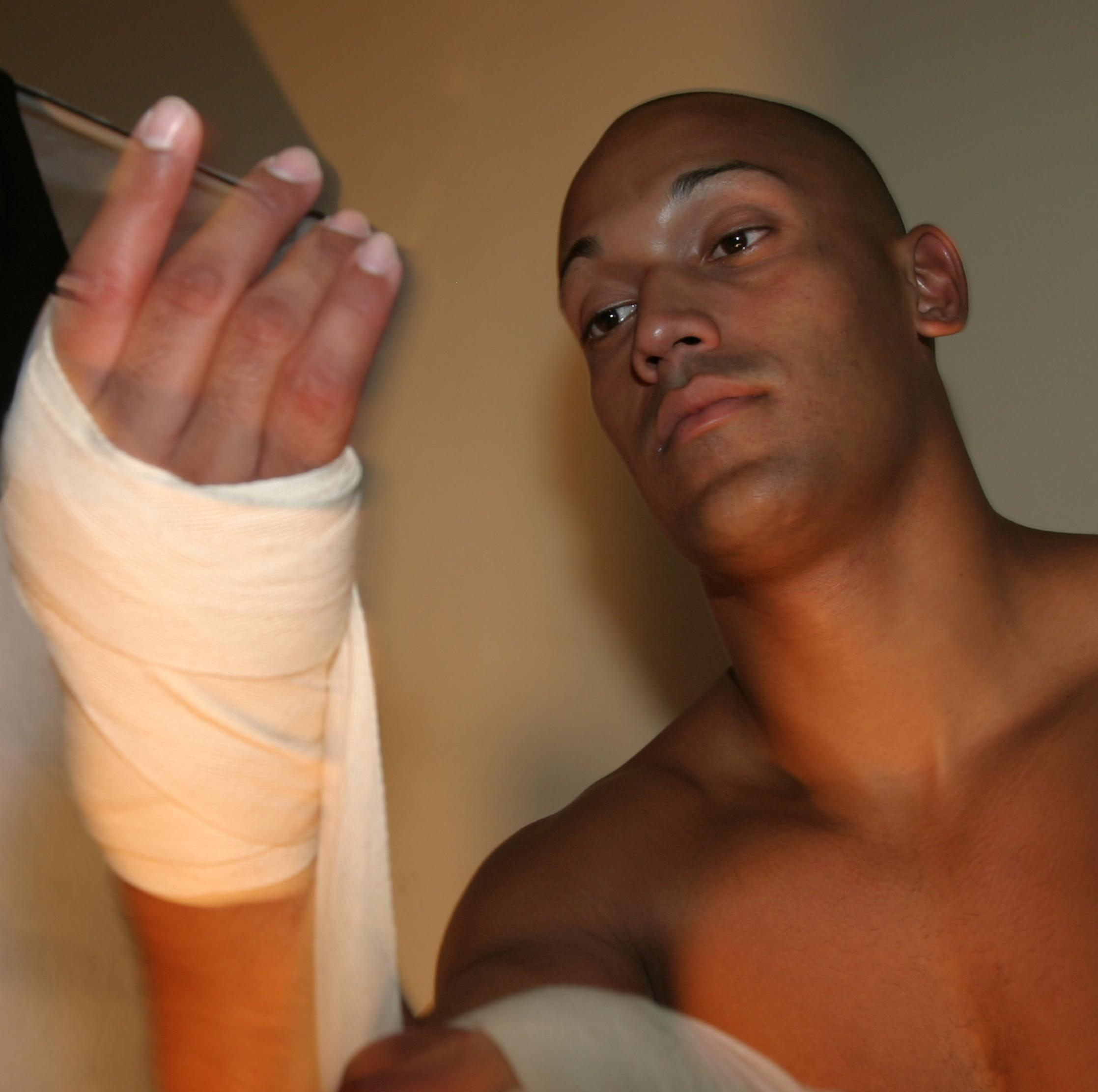
La preocupación por la salud de los peleadores es uno de los factores que convirtieron las MMA en un deporte regulado.

Las únicas excepciones en MMA es no picar los ojos, en orificios, ni golpes bajos. Los puños, codos, rodillas y patadas son válidas para un combate en la jaula, donde se realizan habitualmente las peleas. No patear desde el suelo. Las categorías de peso emergieron a medida que el conocimiento acerca de las sumisiones e inmovilizaciones se extendió. Cuando los luchadores se hacían más expertos en las técnicas de sumisión y eran capaces de evitarlas, las diferencias de peso se convirtieron un factor substancial.
Desde los inicios de los torneos de vale-todo existía la prohibición de golpes en los genitales, y la prohibición de ataques a los ojos, y dedos; en algunos torneos y más recientemente, surgió la prohibición de patear a un oponente que se encuentre en el suelo (si esta acción es efectuada por un oponente que está de pie). Los cabezazos fueron prohibidos debido a que eran golpes que requerían poco esfuerzo y técnica, convirtiendo un combate en un espectáculo sangriento. Dar cabezazos era común entre los luchadores de lucha libre. Su fuerza les permitía arrastrar el combate al suelo.
Los guantes pequeños con dedos libres y las vendas, se introdujeron para proteger los nudillos y huesos de las manos durante los puñetazos. A pesar de que algunos luchadores tenían unos puños bien preparados, otros, como aquellos que usaban técnicas de sometimiento, podían no tenerlos. Los guantes protegen las manos de fracturas y cortes. El protector bucal también se incorporó para proteger los dientes de fracturas y finalmente el protector genital para evitar daños en los genitales de los hombres.
Los límites de tiempo fueron establecidos para evitar largas peleas en el suelo con poca acción perceptible, para los espectadores. Los combates sin límite de tiempo de los primeros campeonatos, complicaban además la retransmisión de los combates. Una motivación similar produjo la regla stand up (ponerse de pie), donde el árbitro puede levantar a los peleadores si cree que ambos están descansando en el suelo o no se están realizando avances significativos para tomar una posición dominante.
En categorías o empresas se suele usar cascos que protegen toda la cara y cabeza, y que tienen rejillas para proteger todo el rostro, y pueden usar guantes como los de box.

## Reglas unificadas

### Categorías de peso
Hay nueve clases de peso diferentes en las Reglas Unificadas del AMM. Estas nueve clases de peso incluyen
- Peso mosca: hasta 48,7 kg
- Peso gallo: entre 48,7 kg y 61,2 kg.
- Peso pluma: entre 61,2 kg y 65,7 kg.
- Peso ligero: entre 65,7 kg y 70,3 kg.
- Peso wélter: entre 70,3 kg y 77,1 kg.
- Peso medio: entre 77,1 kg y 83,9 kg.
- Peso semipesado: entre 83,9 kg y 92,9 kg.
- Peso pesado: entre 92,9 kg y 120,2 kg.
- Peso superpesado: sin límite superior de peso.

### Faltas
Los siguientes actos constituyen faltas en una competencia o exhibición de artes marciales mixtas y pueden resultar en penalidades, a discreción del árbitro, si se cometen:
1. Dar cabezazos
2. Cualquier tipo de piquete de ojo
3. Morder
4. Escupir a un oponente
5. Tirar del cabello
6. Fish hooking (meter el dedo en la boca del oponente y tirar hacia un lado)
7. Cualquier tipo de ataque a la ingle
8. Poner el dedo en cualquier orificio, corte o laceración de un oponente
9. Manipulación de articulaciones pequeñas
10. Golpear hacia abajo con la punta del codo
11. Golpes a la columna vertebral o la parte posterior de la cabeza
12. Patear el hígado con el talón
13. Golpes de cualquier tipo a la garganta, que incluyen, sin estar limitados a, agarrar la tráquea
14. Agarrar, pellizcar o retorcer la piel
15. Agarrar la clavícula
16. Patear en la cabeza a un oponente caído
17. Dar rodillazos en la cabeza a un oponente caído
18. Pisotear a un oponente caído
19. Agarrar la cerca
20. Agarrar los shorts o guantes de un oponente
21. Usar lenguaje obsceno dentro del ring
22. Tener una conducta antideportiva que provoque una lesión a un oponente
23. Atacar a un oponente durante un descanso
24. Atacar a un oponente que está siendo atendido por el árbitro
25. Atacar a un oponente luego de que sonó la campana que da fin al asalto
26. Timidez, que incluye, sin límites, evitar contacto con un oponente, de forma intencional o tirar repetidamente el protector bucal o fingir una lesión
27. Tirar a un oponente fuera del ring
28. No obedecer intencionalmente las instrucciones del árbitro
29. Hacer caer a un oponente al suelo sobre su cabeza o cuello
30. Interferir en la esquina
31. Aplicarse alguna sustancia extraña en el cabello o cuerpo para sacar ventaja

## Organizaciones
Cientos de promociones de MMA en todo el mundo producen varios eventos, según los listados del portal Tapology.com. Algunas promociones de MMA tienden a existir más para desarrollar prospectos, mientras que otras tienen una combinación de prospectos y veteranos.
| - Ultimate Fighting Championship - ONE Championship - Professional Fighters League - Rizin Fighting Federation - AMC Fight Nights - Cage Warriors - Global Fight League - Fighting Network Rings - LUX Fight League - Konfrontacja Sztuk Walki - M-1 Global - Legacy Fighting Alliance - Shooto - Jungle Fight - Ultimate Warrior Challenge México - Pancrase - ARES FC - Absolute Championship Akhmat - Brave Combat Federation - Road FC - Budo Sento Championship - Combate Global - Naciones MMA - Invicta Fighting Championships - JEWELS | - Bellator MMA - PRIDE Fighting Championships - Strikeforce - DREAM - World Victory Road - International Vale Tudo Championship - World Extreme Cagefighting - BAMMA - Xtreme Fighters Latino - Smackgirl |

## Salud
El tema de la salud ha cobrado importancia dentro de las artes marciales mixtas, que han cambiado drásticamente con el pasar de los años, y persisten las preocupaciones resultantes con respecto a la seguridad en el deporte. Una revisión sistemática de 2014 concluyó que la tasa de incidencia de lesiones en MMA parece ser superior que en la mayoría, si no en todos, los demás deportes de combate populares y comúnmente practicados.

### Lesión cerebral y CTE
Dejar a una persona inconsciente o incluso causar una conmoción cerebral puede causar daño cerebral permanente. No hay una división clara entre la fuerza requerida para noquear a una persona y la fuerza que probablemente mate a una persona. Además, los deportes de contacto, especialmente los deportes de combate, están directamente relacionados con una enfermedad cerebral llamada encefalopatía traumática crónica, abreviada CTE. Esta enfermedad comienza a desarrollarse durante la vida del atleta y continúa desarrollándose incluso después de que la actividad deportiva haya cesado. Además, los golpes repetitivos y subconmocionales en la cabeza, y no solo las conmociones cerebrales, causan CTE.
Debido a que la enfermedad se detecta post mortem, y las artes marciales mixtas son relativamente jóvenes, todavía hay pocos casos de CTE reconocidos en el mundo de la MMA, aunque cada vez hay más casos sospechosos y confirmados de CTE. En los resultados preliminares reportados en abril de 2012 como parte de un estudio en curso de 109 boxeadores profesionales y luchadores de MMA realizado por el Dr. Charles Bernick y sus colegas en el Centro Lou Ruvo para la Salud cerebral de la Clínica Cleveland, se observó que los luchadores con más de seis años de experiencia en el ring tenían reducciones de tamaño en el hipocampo y el tálamo, mientras que los luchadores con más de doce años de experiencia en el anillo se observó que tenían reducciones en el tamaño y síntomas como pérdida de memoria (el hipocampo y el tálamo se ocupan de la memoria y el estado de alerta). El Dr. Bernick especula que el daño acumulado a lo largo del tiempo de golpes menores puede eventualmente ser un tema de estudio aún más importante que el de las conmociones cerebrales poco frecuentes.
En enero de 2021, el veterano pelador Spencer Fisher confirmó al podcast MMA Fighting que sufrió todos los síntomas de CTE: «Estoy golpeado, y ha empeorado, como todas mis lesiones me están alcanzando ahora, aparte de lo del cerebro, que es el más grande, porque agrega, agrega la depresión, y poner cosas, pensamientos juntos y manteniéndose en el buen camino». Más tarde, Dana White dictaminó sobre esto: «no es el primero y definitivamente no va a ser el último. Este es un deporte de contacto y cualquiera que haya hecho esto más joven, incluido yo mismo, está lidiando con problemas cerebrales. Es parte del espectáculo». A finales de 2021, Rose Gracie, hija del fundador de UFC, Rorion Gracie, en una entrevista sobre CTE en MMA Fighting, llama a la falta de conciencia de CTE en el deporte como una especie de «negligencia criminal».